# Acide punicique
L'acide punicique, ou acide trichosanique, est l'acide gras polyinsaturé cis,trans,cis-Δ9,11,13 octadécatriénoïque (18:3), diastéréoisomère des deux formes de l'acide éléostéarique, avec lequel il est parfois confondu. Il est découvert en 1935 dans l'huile de graines de grenade, fruit dont il tire son nom (le nom latin du grenadier étant Punica granatum). L'acide punicique se  trouve également dans l'huile de graines de serpent gourde.
L'acide punicique possède un système conjugué de trois doubles liaisons. Il est converti par les rats de laboratoire en acide ruménique, un acide linoléique conjugué. Il présenterait in vitro une activité anticancéreuse contre le cancer de la prostate.